# الجامعة الألمانية للعلوم الإدارية (شباير)
الجامعة الألمانية للعلوم الإدارية، شباير (بالإنجليزية: German University of Administrative Sciences, Speyer)‏ هي جامعة عامة في ألمانيا، أُسِّسَت عام 1947.

## وصلات خارجية
- الموقع الإلكتروني